# Nicole Yeargin
Nicole Yeargin (Bowie, 11 agosto 1997) è una velocista britannica.

## Biografia
Ha vinto due medaglie di bronzo mondiali nella staffetta 4×400 m (a Eugene nel 2022 ed a Budapest l'anno successivo) ed un bronzo nella medesima specialità agli europei del 2022 di Monaco di Baviera.

## Palmarès
| Anno                                  | Manifestazione          | Sede       | Evento        | Risultato  | Prestazione | Note                                     |
| ------------------------------------- | ----------------------- | ---------- | ------------- | ---------- | ----------- | ---------------------------------------- |
| In rappresentanza della Gran Bretagna |                         |            |               |            |             |                                          |
| 2021                                  | Giochi olimpici         | Tokyo      | 400 m piani   | Batteria   | dq          |                                          |
| 2021                                  | Giochi olimpici         | Tokyo      | 4×400 m       | 5ª         | 3'22"59     | Miglior prestazione personale            |
| 2021                                  | Giochi olimpici         | Tokyo      | 4×400 m mista | 6ª         | 3'12"07     |                                          |
| 2022                                  | Mondiali                | Eugene     | 400 m piani   | Semifinale | 51"22       |                                          |
| 2022                                  | Mondiali                | Eugene     | 4×400 m       | Bronzo     | 3'22"64     |                                          |
| 2022                                  | Europei                 | Monaco     | 400 m piani   | Semifinale | 52"09       |                                          |
| 2022                                  | Europei                 | Monaco     | 4×400 m       | Bronzo     | 3'21"74     | Miglior prestazione personale            |
| 2023                                  | Mondiali                | Budapest   | 4×400 m       | Bronzo     | 3'21"04     | Miglior prestazione personale stagionale |
| 2024                                  | Giochi olimpici         | Parigi     | 4x400 m       | Bronzo     | 3'19"72     | Record nazionale                         |
| 2024                                  | Giochi olimpici         | Parigi     | 4x400 m mista | Bronzo     | 3'08"01     | [ 4 ]                                    |
| 2025                                  | World Relays            | Guangzhou  | 4x400 m mista | 4ª         | 3'14"74     |                                          |
| In rappresentanza della Scozia        |                         |            |               |            |             |                                          |
| 2022                                  | Giochi del Commonwealth | Birmingham | 400 m piani   | Semifinale | 52"24       |                                          |
| 2022                                  | Giochi del Commonwealth | Birmingham | 4×400 m       | Bronzo     | 3'30"15     |                                          |